# فرد بيري (كاتب)
فرد بيري (بالإنجليزية: Fred Perry)‏ هو فنان قصص مصورة وكاتب أمريكي، ولد في 16 سبتمبر 1969.